# Gruppo Sportivo Baratta 1941-1942
Questa voce raccoglie le informazioni riguardanti il Gruppo Sportivo Baratta nelle competizioni ufficiali della stagione 1941-1942.

## Rosa
| N. |                   | Ruolo | Calciatore             |
| -- | ----------------- | ----- | ---------------------- |
|    | Italia (bandiera) | A     | Romeo Alberti          |
|    | Italia (bandiera) | A     | Dionisio Borsari       |
|    | Italia (bandiera) | A     | Lino Cason             |
|    | Italia (bandiera) | D     | Raffaele D'Errico      |
|    | Italia (bandiera) | A     | Guglielmo Francese     |
|    | Italia (bandiera) | C     | Marino Galeotti        |
|    | Italia (bandiera) | C     | Guglielmo Giannatiempo |
|    | Italia (bandiera) | A     | Andrea Lazzarini       |
|    | Italia (bandiera) | D     | Angelo Mantovani       |
|    | Italia (bandiera) | A     | Stefano Merlo          |

| N. |                   | Ruolo | Calciatore        |
| -- | ----------------- | ----- | ----------------- |
|    | Italia (bandiera) | C     | C. Milano         |
|    | Italia (bandiera) | D     | Vasco Orazzini    |
|    | Italia (bandiera) | A     | Antonio Panico    |
|    | Italia (bandiera) | D     | Franco Pannoli    |
|    | Italia (bandiera) | P     | Giano Pattini     |
|    | Italia (bandiera) | A     | Adriano Petrone   |
|    | Italia (bandiera) | A     | Giulio Piazza     |
|    | Italia (bandiera) | D     | Augusto Pilone    |
|    | Italia (bandiera) | C     | Cinzio Scagliotti |